# New Slains Castle
Slains Castle známý také jako New Slains Castle, kvůli rozlišení se starým hradem Old Slains Castle, je zřícenina hradu ve správní oblasti Aberdeenshire ve Skotsku. Nachází na útesu na okraji Severního moře kilometr východně od vesnice Cruden Bay. Jádro hradu tvoří donjonová věž z 16. století, kterou nechal postavit Francis Hay, 9. hrabě z Errollu. Hrad byl mnohokrát výrazně přestavován, naposled v roce 1837, kdy byl přestavěn na honosné sídlo ve skotském baronském stylu. K sídlu také patřily tři rozsáhlé zahrady, ovšem dnes se zde nachází pouze nezastřešená ruina. Plány na obnovu hradu jsou pozastaveny od roku 2009. Hrad je od dubna 2018 veden pod ochranou Historic Environment Scotland na seznamu hodnotných historických pamětihodností v kategorii B. Spisovatel Bram Stoker se přímo inspiroval hlavní síní hradu pro svůj román Drákula. Oktagonální velkou síň hradu Slain v románu popisuje postava Jonathana Harkera, když popisuje Drákulův hrad.

## Historie
Pozemky Slains vlastnil vlivný skotský klan Hay již od 14. století. V roce 1453 byl Sir William Hay, jenž byl hlavou klanu, jmenován králem Jakubem II., hrabětem z Errollu. V této době byl hlavním sídlem hrad Old Slain Castle u Colliestonu, asi 8 kilometrů na jihozápad. V roce 1585 získal titul Francis Hay, 9. hrabě z Errollu a konvertoval ke katolické církvi. Spikl se s dalšími katolickými šlechtici, včetně hraběte z Huntly, se kterým se přidal ke krátce trvající rebelii v roce 1589. Erroll byl také signatářem dokumentu, objeveného při odhalení španělsko–katolického spiknutí proti králi, za což byl roku 1594 prohlášen za zrádce a Old Slains Castle byl na příkaz krále Jakuba I. zničen.
Po nějaké době, strávené v zahraničí se hrabě do Skotska vrátil a v roce 1597 se zřekl se katolické víry, čímž získal zpět královu přízeň. Opustil zničený hrad Old Slains a na současném místě postavil nádvoří a čtvercovou obytnou věž. Originálně se jmenovala Bowness, ale později se místu začalo říkat nový: „New Slains“. Křídla budov okolo nádvoří byly prodlouženy v roce 1644 přidáním chodby s galerií, a v roce 1717 byla přestavěna přístupová strana.
V roce 1820 si William Hay, 18. hrabě z Errollu, vzal Lady Elizabeth FitzClarence, nemanželskou dceru krále Viléma IV.. Ve 30. letech 19. století 18. hrabě zadal aberdeenskému architektovi Johnu Smithovi, hrad přestavět. Přestavba byla provedena ve skotském baronském stylu, včetně žulových obkladů z let 1836–1837. Zahrady byly vytvořeny na konci 90. let 19. století architektem T. H. Mawsonem.
Hrad Slains je spojovaný se spisovatelem Bramem Stokerem, který byl častým návštěvníkem v Cruden Bay mezi lety 1893 a 1910. Hrad je zmíněn v románech The Watter's Mou' a The Mystery of the Sea., které byly příběhem zasazeny do této lokality. Hrad také poskytl inspiraci pro Kyllionův hrad v knize Klenot sedmi hvězd. Hrad Slains je ovšem obvykle spojován hlavně s románem Drákula. Je velmi pravděpodobné, že se prostředí hradu stalo vizuální inspirací, když Stoker začal psát svůj román v Cruden Bay. Osobitý prostor hlavní síně tvaru oktagonu, může být hlavním zdrojem pro popis oktagonální síně hraběte Drákuly.
V roce 1913 20. hrabě z Errollu hrad Slains prodal, čímž ukončil více než 300 let trvající linii ve vlastnictví rodu Errollů. Hrad zakoupil Sir John Ellerman, bohatý ovšem tajnůstkářský majitel lodní společnosti Ellerman Lines, který hrad pronajal. V roce 1925 nechal odstranit všechny střechy, aby se tím vyhl placení daní z nemovitosti. Od té doby hrad chátral a  nyní z něj zůstalo pouze obvodové zdivo. V roce 2004 se objevila zpráva, že partnerská společnost Slains Partnership připravuje plány na rekonstrukci, která by měla stavbu přebudovat na 34 apartmánů. V srpnu 2007 byl záměr povolen v územním plánu správní radou Aberdeenshire, ale kvůli ekonomické krizi v roce 2009, byly všechny plány na obnovu pozastaveny. V dubnu 2018 byl hrad přidán na seznam hodnotných památek Historic Environment Scotland v kategorii B. Místní obyvatelé tuto změnu velmi uvítali poté, co více než deset let bojovali proti přebudování hradu na rekreační apartmány. Proti tomu se vlastník, soukromá společnost Mountwest 4 Limited, odvolal u soudu. Skotský soud odvolání zamítl a potvrdil hradu status památky.

## Architektura
Na první pohled se zřícenina hradu zdá být kvůli rozmanitému zdivu používajícímu žulu, červené cihly, pískovec a novější hlazenou žulu, směsicí několika různých architektonických stylů. Ovšem faktem je, že většina architektury pochází z poměrně soudržného období od roku 1597 do roku 1664, kdy vznikala nejrozsáhlejší výstavba. Při přestavbě roku 1836 bylo přidáno žulové obložení v kontrastu se starším stavebním provedením. Obraně hradu slouží od západní strany severomořský útes a z druhé strany dnes zničená hradba, ve které býval hlavní vstup z jižní strany. Zříceninu tvoří poměrně dobře zachovalá tří až čtyř patrovou stavba s částečným podsklepením patrným zvláště na východní straně. Zde jsou dobře zachovalé sklepní kuchyně a spižírny. Vnitřní průchody jsou celekem dobře zachovalé dřevěné konstrukce s četnými příklady pískovcového obložení a cihlovými oblouky. Interiér v přízemí je bludištěm chodem a menších pokojů, což ukazuje na velkou obývanost hradu v 17. století. 